# Mustapha Ndaw
Mustapha Kamal N’Daw (* 15. November 1981 in Gambia) ist ein ehemaliger gambischer Fußballspieler, in der Position Stürmer.

## Karriere
Ndaw spielte zu Beginn noch in Gambia bei Real de Banjul, wo er vom RSC Anderlecht entdeckt wurde. Anderlecht kaufte ihn 1999. Am Ende spielte er hauptsächlich für die B-Mannschaft von Anderlecht, abgesehen von der Leihe in der Saison 2000/01 an den F.C.V. Dender E.H. Im Jahr 2003 zog er auf die Färöer-Inseln, wo er bei B71 Sandur unterschrieb, bevor er nach Belgien zurückkehrte, um bei KAA Gent zu unterschreiben. Er spielte in Gent in der Saison 2004/05. 2006 unterschrieb er bei einem anderen färöischen Verein, B68 Toftir, bevor er nach Zypern zog, wo er AEK Larnaka und Doxa Katokopia vertrat. In der Winterpause der Saison 2007/08 verpflichtete ihn der griechische Klub Veria FC, doch nach einem Jahr kehrte er nach Zypern zurück, diesmal um bei Enosis Neon Paralimni zu spielen. Nach sechs Monaten ohne Verein unterschrieb er im Januar 2010 beim mazedonischen Verein FK Teteks Tetovo, wo er den Rest der Saison spielte.
Ndaw war Mitglied der gambischen Nationalmannschaft.